# Boali (ort i Centralafrikanska republiken)
Boali är en ort i Centralafrikanska republiken.   Den ligger i prefekturen Ombella-Mpoko, i den sydvästra delen av landet, 70 km nordväst om huvudstaden Bangui. Boali ligger 379 meter över havet och antalet invånare är 5 876.
Terrängen runt Boali är platt åt sydväst, men åt nordost är den kuperad. Runt Boali är det mycket glesbefolkat, med 5 invånare per kvadratkilometer.. Det finns inga andra samhällen i närheten.
I omgivningarna runt Boali växer huvudsakligen savannskog.